# Solter naevipennis
Solter naevipennis är en insektsart som beskrevs av Navás 1913. Solter naevipennis ingår i släktet Solter och familjen myrlejonsländor. Inga underarter finns listade i Catalogue of Life.